# Милан J. Николић
Милан Ј. Николић (18. мај 1945 — 14. мај 2012) је био српски бизнисмен и политичар. Дугогодишњи генерални директор предузећа за уређење дома СИМПО, Николић је био пет мандата у Народној скупштини Србије, а једно време је био и председник њеног одбора за приватизацију. Био је члан Социјалистичке партије Србије (СПС).

## Младост и приватна каријера
Николић је рођен у селу Љиљанце (данас у општини Бујановац), у тадашњој Савезној држави Србији у Демократској Федеративној Југославији. Дипломирао је економију, придружио се СИМПО-у 1971. године и радио као шеф продаје, комерцијални директор и помоћник генералног директора за комерцијалне послове. До 1985. године постаје помоћник генералног директора компаније, а 1993. постаје генерални директор. Био је и члан одбора Привредне коморе Југославије и Привредне коморе Србије, а дуги низ година је био и председник Балканског комитета за развој малих и средњих предузећа.

## Политичар
Николић је први пут изабран у Народну скупштину Србије на парламентарним изборима 1990, који су били и први који су одржани након што је вишестраначка политика поново уведена у земљу и последњи на којима су се бирали чланови за места у једночланим изборним јединицама. Победио је на изборима у трећој лиги у Врању; СПС је освојио већинску владу, а он је био присталица владе наредне две године. Није тражио поновне изборе 1992, а мандат му се завршио почетком 1993. године.
На парламентарним изборима 1997. Николић се нашао на челном месту на изборној листи Социјалистичке партије за врањску дивизију и изабран је када је листа освојила пет мандата. Социјалисти су на овим изборима однели вишеструку победу и водили коалициону владу до пада југословенског председника Слободана Милошевића у октобру 2000. године; након овог времена, СПС је наставио да буде део привремене управе до нових избора. Николић је био пун мандат и није био кандидат на изборима у децембру 2000. године.
Изборни систем у Србији је реформисан након пада Милошевића, тако да се цела држава рачунала као јединствена изборна јединица и сви мандати су додељени кандидатима на успешним листама по дискреционом праву странака и коалиција спонзора, без обзира на бројчани редослед. Николић се на парламентарним изборима 2003. појавио на 151. позицији на листи СПС-а и добио је трећи мандат када је листа освојила двадесет два мандата. СПС није био део српске коалиционе владе током мандата који је уследио, али је пружио кључну подршку администрацији у скупштини; као и раније Николић је служио као присталица владе.
Појавио се на деветнаестом месту на листи СПС-а на парламентарним изборима 2007. и поново је добио мандат када је листа освојила шеснаест мандата. Први и једини пут у каријери био је члан опозиције након избора. Николић је током овог мандата био члан одбора за економске реформе и одбора за развој и економске односе са иностранством.
Поново је уврштен на листу СПС-а на парламентарним изборима 2008. и изабран је у скупштинску делегацију странке након што је листа освојила двадесет мандата. Укупни изборни резултати су били неубедљиви, али се СПС на крају придружио новој коалиционој влади коју је предводио савез За европску Србију (ЗЕС), а Николић је поново био присталица владе. У последњем мандату председавао је скупштинским одбором за приватизацију, био је заменик члана одбора за трговину и туризам и био је члан посланичких група пријатељства Србије са Немачком, Словенијом и Турском. Није био кандидат за реизборе 2012.

## Смрт
Николић је преминуо 14. маја 2012. године на Војномедицинској академији Универзитета у Београду после дуге и тешке болести.